# Saint-Nicolas-la-Chapelle (Aube)
Saint-Nicolas-la-Chapelle – miejscowość i gmina we Francji, w regionie Grand Est, w departamencie Aube.
Według danych na rok 1990 gminę zamieszkiwało 61 osób, a gęstość zaludnienia wynosiła 5 osób/km².